# Faut qu'ça gaze

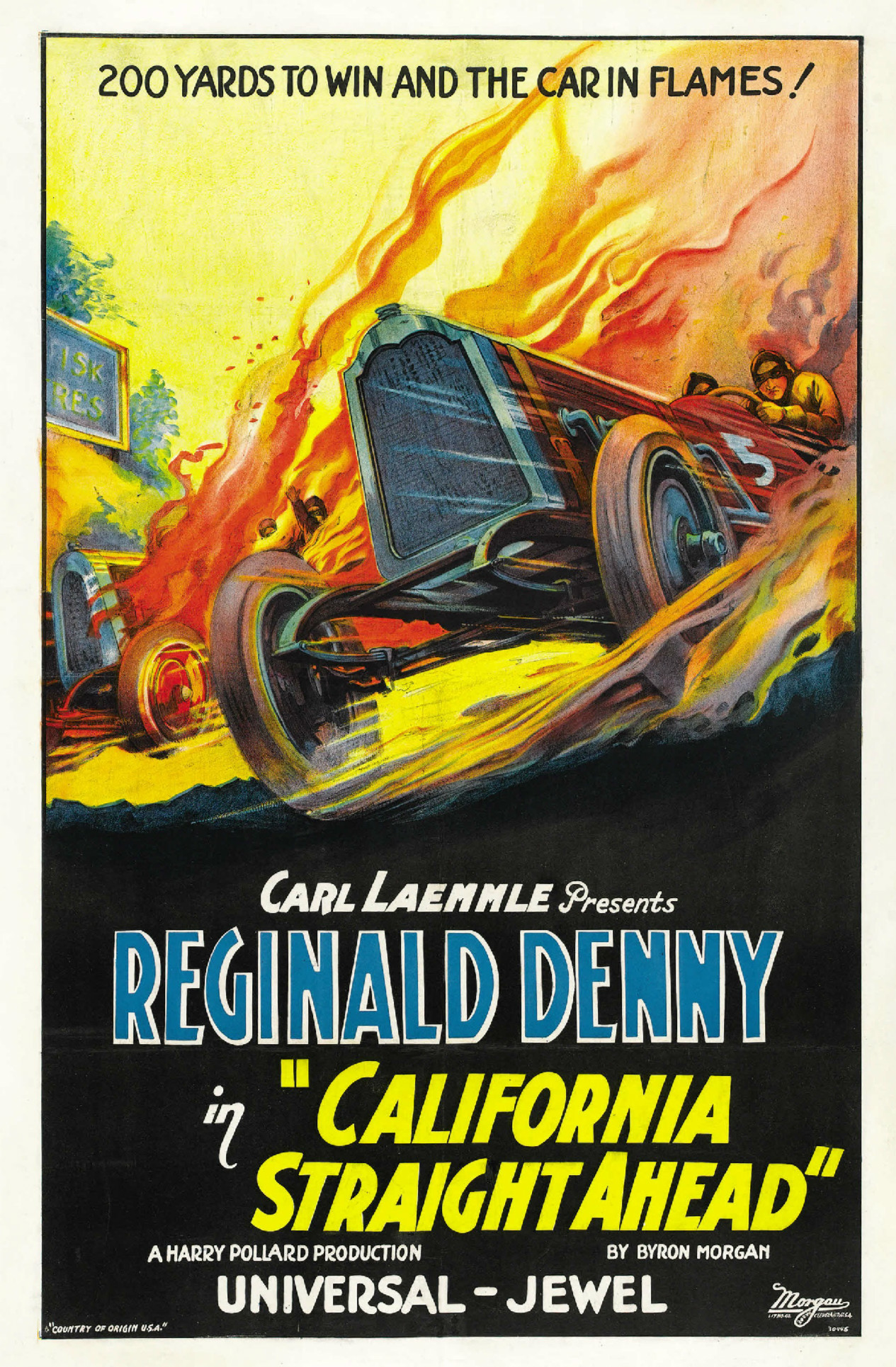
Affiche du film.

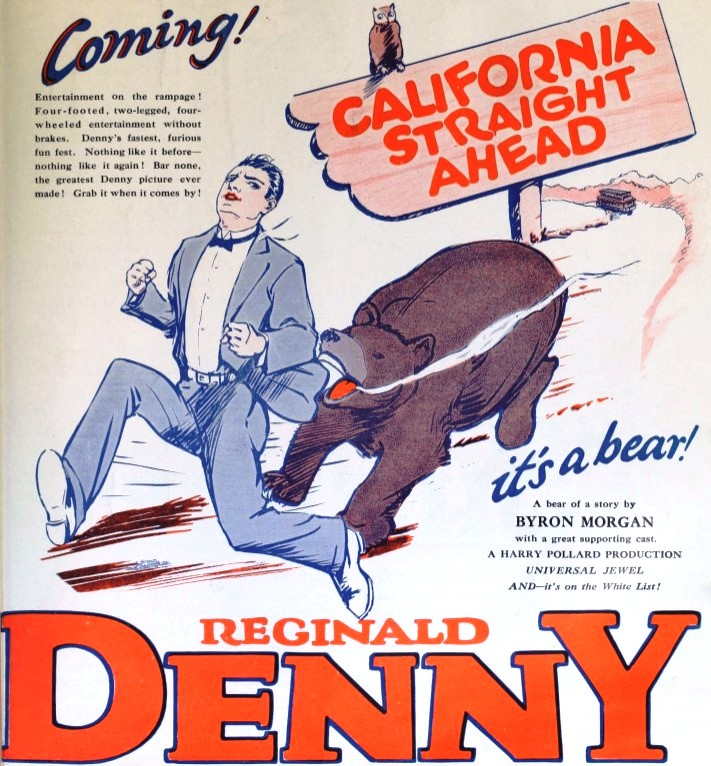
Annonce pour le film dans le magazine Film Daily.

Pour les articles homonymes, voir California Straight Ahead.
Faut qu'ça gaze (California Straight Ahead) est un film américain réalisé par Harry A. Pollard et sorti en 1925.

## Fiche technique
- Titre original : California Straight Ahead
- Réalisation : Harry A. Pollard
- Scénario : Dwinelle Benthall, Byron Morgan, Harry A. Pollard, Beatrice Van
- Photographie : Virgil Miller, Gilbert Warrenton
- Montage : Daniel Mandell, Edward Schroeder
- Production : Universal Pictures
- Durée : 80 minutes (8 bobines)[1]
- Date de sortie : 13 septembre 1925

## Distribution
- Reginald Denny : Tom Hayden
- Gertrude Olmstead : Betty Browne
- Tom Wilson : Sambo
- Charles K. Gerrard as Creighton Deane
- Lucille Ward : Mrs. Browne
- John Steppling : Jeffrey Browne
- Fred Esmelton : Mr. Hayden
- Frances Raymond : Mrs. Hayden
- Leo Nomis : James
- Hal Craig : Policier
- Arthur Lake : Campeur (non crédité)
- Tiny Sandford : Cop (non crédité)
- Rolfe Sedan : Valet (non crédité)